# Thaumalea tiriasdanta
Thaumalea tiriasdanta är en tvåvingeart som beskrevs av Schmid 1970. Thaumalea tiriasdanta ingår i släktet Thaumalea och familjen mätarmyggor. Inga underarter finns listade i Catalogue of Life.